# Kégham Parseghian
Kégham Parseghian (arménien : Գեղամ Բարսեղեան), né en 1883 à Constantinople et mort assassiné en 1915 à Ayaş, est un écrivain, enseignant, éditeur et journaliste arménien ottoman.

## Biographie
Kégham Parseghian naît dans le quartier de Gedikpaşa d'Istanbul en 1883.
Il fait ses études à l'école Mesrobian (ou peut-être à l'école nationale de Gedikpaşa où enseignent alors Vartkès et Lévon Chanth) puis au lycée Guétronagan jusqu'en 1896. Il passe ensuite un an à Paris, où il étudie les sciences sociales et les sciences politiques.
Kégham Parseghian commence sa carrière littéraire au début du XXe siècle, publiant ses premiers essais dans la presse arménienne. Il entre ensuite dans la rédaction des journaux Manzumé, Sourhantag (Սուրհանդակ) et Azadamard (Ազատամարտ, 1909-1915). En 1908-1909, il lance la revue littéraire Aztag (Ազդակ) avec Chavarche Missakian (dont il est un ami intime), Zabel Essayan et Vahram Tatoul.
En 1914, il rejoint des écrivains comme Gostan Zarian, Hagop Oshagan,, Daniel Varoujan, Hrand Nazariantz et Aharon Dadourian au sein de la revue Mehian (Մեհեան).
Il est membre de la Fédération révolutionnaire arménienne.
Lors du génocide arménien, il fait partie des intellectuels raflés par les autorités ottomanes le 24 avril 1915. Il est déporté et assassiné à Ayaş.

## Œuvre
Un recueil de ses travaux est publié en 1931 par la Society of Friends of Martyred Writers (Société des amis des écrivains martyrs) de Paris :
- (hy) Ամբողջական գործը : Արձակ էջեր, պատմուածքներ ու զանազանք, Paris, Impr. de Navarre,‎ 1931, 256 p. (BNF 31767608, lire en ligne)